# Xã Chestnut, Quận Knox, Illinois
Xã Chestnut (tiếng Anh: Chestnut Township) là một xã thuộc quận Knox, tiểu bang Illinois, Hoa Kỳ. Năm 2010, dân số của xã này là 253 người.